# Große Breite

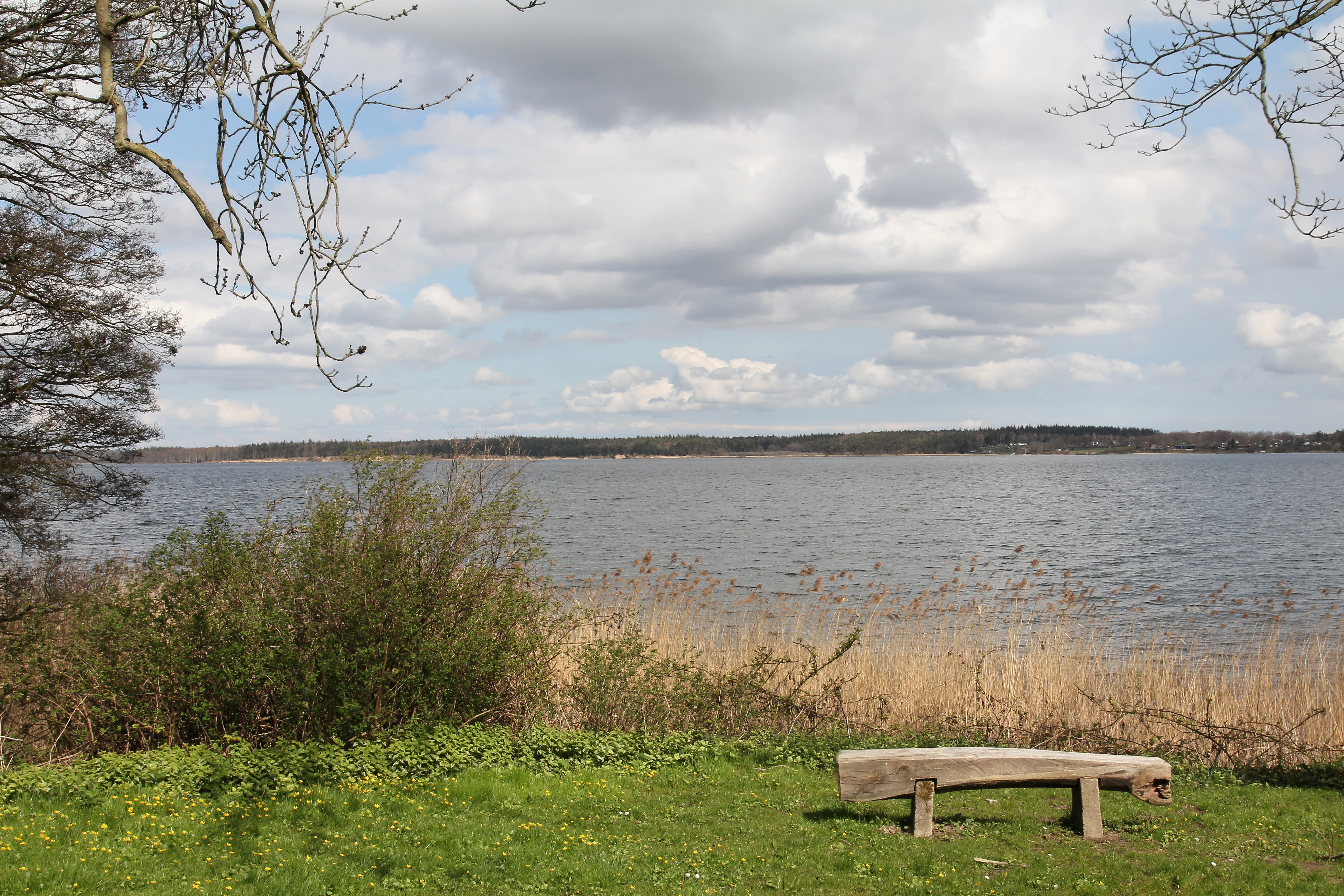
Die Große Breite bei Güby

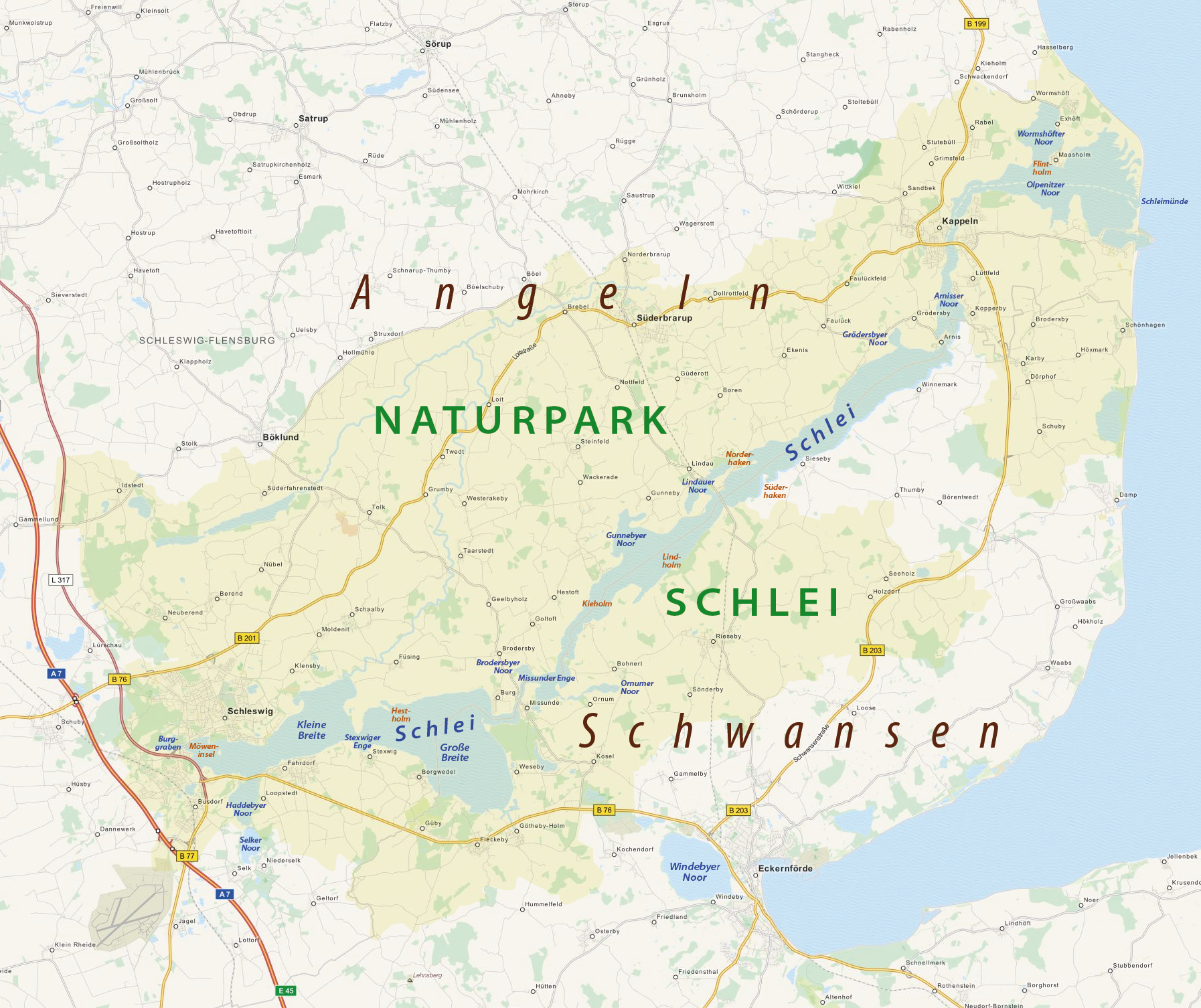
Übersicht über den Naturpark Schlei mit Angabe der Großen und Kleinen Breite

Die Große Breite (dänisch Store Bredning) bezeichnet einen Abschnitt der inneren Schlei zwischen Missunde und der nur 280 m breiten Stexwiger Enge im nördlichen Schleswig-Holstein (Südschleswig). Sie ist etwa vier km lang und hat eine Fläche von etwa zwölf km². Die Schlei ist hier bis zu 4,2 km breit und hat seeartigen Charakter. An der Stexwiger Enge zwischen dem Ort Stexwig und der Halbinsel Reesholm (auch Palör, dänisch Palør) geht die Große Breite in die Kleine Breite (dänisch Lille Bredning) über, die sich bis zur Stadt Schleswig zieht.
Der Name kommt aus dem Dänischen, wo Bredning eine Verbreiterung einer ansonsten schmalen Förde oder eines sonst schmalen Flusses beschreibt.
Am Nordufer der Großen Breite befinden sich die zur Gemeinde Brodersby-Goltoft gehörende Siedlung Geel und das zur Gemeinde Schaalby gehörende Füsing, wo die Wikingersiedlung von Füsing ausgegraben wurde. Am Südufer liegen Weseby, Fleckeby mit Götheby-Holm, Güby mit Louisenlund und Borgwedel. Das nördliche Ufer gehört zur Landschaft Angeln im Kreis Schleswig-Flensburg, das südliche zum Teil schon zum Kreis Rendsburg-Eckernförde. Vor der Halbinsel Reesholm liegt die unbewohnte Insel Hestholm sowie die Untiefe Kockbarg (auch Kohöe), die zur Wikingerzeit noch eine Insel gewesen sein soll. Hier befand sich in der Wikingerzeit auch das Schlei-Seesperrwerk.